# Francesco Lisi
Francesco Lisi, detto Ciccio (Bivona, 1926 – Roma, 23 marzo 2009), è stato un giornalista italiano.

## La professione
Entrato giovane nella professione, Lisi ha lavorato per molte agenzie e testate nazionali, fra le quali il Corriere della Sera, la Stampa, l'AGI (per cui è stato inviato al Cairo), nonché la Rai.

## L'Agenzia
Nel 1950 fondò la più antica agenzia giornalistica parlamentare italiana, con il nome di S.P.E.; con l'ingresso nella ASP (Associazione stampa parlamentare) nel 1953 ne mutò il nome in Agenparl e con questa agenzia ha operato per decenni per enti parlamentari italiani anche attraverso una convenzione del 2005 per servizi televisivi di carattere divulgativo inerenti alle attività delle Commissioni parlamentari. Lisi risultava accreditato al Parlamento italiano a nome della ASP.
L'agenzia è stata considerata vicina alla corrente democristiana di Amintore Fanfani, per il quale nel corso di polemiche politiche si disse che Lisi, strettamente legato a Eugenio Cefis, fosse "cercatore di voti" per le elezioni presidenziali. In altre fonti Lisi è invece indicato come gradito al comunista Pietro Ingrao nel ruolo di vivacizzazione di una stampa parlamentare troppo tiepida.

## Il ricordo
Morì nel 2009 a Roma. Era in quel momento il decano dei giornalisti parlamentari e nel messaggio di cordoglio ufficiale della Camera dei deputati (Italia) fu definito "una delle figure più familiari nell'universo di Montecitorio e dei palazzi della politica, di cui è stato un cronista puntuale ed assiduo." Da altri è stato ricordato per "la discrezione e il senso della misura".